# Gmina Kleszczów
Gmina Kleszczów je vesnická gmina v okrese Bełchatów v Lodžském vojvodství v Polsku. Sídlem gminy je obec Kleszczów. V roce 2021 zde žilo 6 462 obyvatel, rozlohu má 104,20 km² a zabírá 12,9 % rozlohy okresu. Skládá se z 10 starostenství.

## Části gminy
Starostenství
Antoniówka, Czyżów, Dębina, Kamień, Kleszczów, Łękińsko, Łuszczanowice, Rogowiec, Wolica, Żłobnica.
Sídla bez statusu starostenství
Adamów, Będków, Bogumiłów, Folwark, Karolów, Kocielizna, Łuszczanowice-Kolonia, Piaski, Stawek, Stefanowizna, Wola Grzymalina-Kolonia.
Zaniklá sídla
Aleksandrów, Faustynów, Kuców.